# Mayhew Lester Lake
Mayhew Lester Lake (Southville in het Worcester County, 25 oktober 1879 – Palisades Park, 16 maart 1955) was een Amerikaanse componist, muziekpedagoog, dirigent, arrangeur en violist. Hij was ook heel bekend onder zijn pseudoniem: Lester Brockton. Zoals vele tijdgenoten componisten gebruikte hij verdere pseudoniemen: Alfred Byers, Paul DuLac, Charles Edwards, Robert Hall en William Lester.

## Levensloop
Lake studeerde piano, viool, harmonie en contrapunt aan het New England Conservatory in Boston bij onder anderen Julius Vogler (viool). Vervolgens werd hij violist in het Boston Symphony Orchestra. Daarna reisde hij als dirigent van verschillende theaterorkesten door de hele Verenigde Staten. Van 1896 tot 1910 was hij chef-dirigent van het orkest aan het Teatro Payret in Havana, de Cubaanse hoofdstad. Het Teatro Payret was toen een van de grootste theaters in de Westelijke wereld. 
Vanaf 1910 begon hij met arrangementen en composities voor harmonieorkesten en theaters. Hij was toen al bekend met vele bekende componisten, dirigenten, artiesten en kunstenaars zoals Sophie Tucker, Al Jolson, Mae West, Victor Herbert, George. M. Cohan, Percy Aldridge Grainger, Edwin Franko Goldman, John Philip Sousa, Henry Hadley en Paul Whiteman. In 1910 ging hij terug naar New York en werd dirigent en artistiek directeur van een Theater in New York. Hij werd in 1913 redacteur (editor-in-chief) voor blaasmuziek en orkestmuziek bij de New Yorkse muziekuitgeverij Carl Fischer en bleef in deze functie tot 1948. Aldaar publiceerde hij ook in 1920 zijn boek The American Band Arranger. Hij componeerde speciale symfonische ouvertures de wekelijks in 72 theaters in de hele Verenigde Staten werden uitgevoerd. 
Hij was een veel gevraagd gastdirigent bij harmonieorkesten in het hele land en tevens jurylid tijdens concertwedstrijden. 
Lake was docent voor orkestratie aan de Universiteit van New York en gastdocent aan verschillende andere universiteiten en colleges. 
Lake bewerkte een groot aantal klassieke werken voor orkest en harmonieorkest, bijvoorbeeld:
| componist                 | titel, karakter                                                                                       | aanmerkingen                |
| ------------------------- | --- | --------------------------- |
| Tobia Acciani             | In a Rose Garden, reverie                                                                             | voor harmonieorkest         |
| Cecil Arnold              | Heart Throbs, reverie                                                                                 | voor orkest                 |
| Charles Arthur            | Les rêves de ciel (Dreams of Heaven)                                                                  | voor orkest                 |
| Johann Christoph Bach     | Marche Noble - Processional March                                                                     | voor harmonieorkest         |
| Irving Berlin             | Alexander's Ragtime Band                                                                              | voor harmonieorkest         |
| Auguste Van Biene         | The Broken Melody, intermezzo                                                                         | voor orkest, piano en orgel |
| Thornton Barnes Boyer     | Joyce's 71st New York Regiment March                                                                  | voor harmonieorkest         |
| George Michael Cohan      | The Rise of Rosie O'Reilly, selectie uit het musical                                                  | voor orkest                 |
| Anna Laura Crouse         | Don't you sigh no more, lied                                                                          | voor orkest                 |
| Hermann Fliege            | Chinese Patrol                                                                                        | voor orkest                 |
| Julius Fučík              | Florentiner - Grande marcia italiana, op. 214                                                         | voor harmonieorkest         |
| Edwin Franko Goldman      | On the Mall, mars                                                                                     | voor harmonieorkest         |
| Edwin Franko Goldman      | Mischa Elman, mars                                                                                    | voor harmonieorkest         |
| Edwin Franko Goldman      | Sagamore March                                                                                        | voor orkest                 |
| Charles Gounod            | La Reine de Saba, marche et cortège                                                                   | voor harmonieorkest         |
| Edvard Grieg              | Hjertesår (Herzwunden/Heart-wounds)                                                                   | voor orkest                 |
| Henry Hadley              | Herod Overture, op. 31                                                                                | voor harmonieorkest         |
| Joseph Haydn              | Symfonie nr. 85 in Bes majeur "La Reine"                                                              | 1e en 2e deel, voor orkest  |
| H. Benne Henton           | Lanette Waltz                                                                                         | voor harmonieorkest         |
| Victor Herbert            | Victor Herbert Favorites                                                                              | voor harmonieorkest         |
| Victor Herbert            | Canzonetta                                                                                            | voor harmonieorkest         |
| Henri Kowalski            | Salut à Pesth, Hongaarse mars, op. 13                                                                 | voor harmonieorkest         |
| Fritz Kreisler            | The old refrain, populair Weens lied                                                                  | voor orkest                 |
| Philip Kruseman           | C'est si léger l'amour! (Love is so fickle)                                                           | voor orkest                 |
| Franz Lehár               | Pierrot and Pierrette - A Carnival Episode, wals intermezzo                                           | voor orkest                 |
| Alexander Frame Lithgow   | Gippsland, mars                                                                                       | voor harmonieorkest         |
| Charles Fonteyn Manney    | Before the Footlights                                                                                 | voor orkest                 |
| Louis W. McDermott        | If I had a girl like you                                                                              | voor harmonieorkest         |
| Ethelbert Nevin           | Un giorno in Venezia (A Day in Venice), suite romantique                                              | voor harmonieorkest         |
| Jacques Offenbach         | The Lantern Marriage (Mariage aux lanternes), ouverture                                               | voor harmonieorkest         |
| Jacques Offenbach         | Orphée aux enfers , ouverture                                                                         | voor harmonieorkest         |
| Arthur Pryor              | Aeroplane Dip, wals                                                                                   | voor harmonieorkest         |
| Arthur Pryor              | Heart of America                                                                                      | voor harmonieorkest         |
| Arthur Pryor              | The Broadway Tango                                                                                    | voor harmonieorkest         |
| Maurice Ravel             | Boléro                                                                                                | voor harmonieorkest         |
| Matthew Ray               | Laddie Boy, mars                                                                                      | voor orkest                 |
| Charles J. Robert         | Roberts' globe trot                                                                                   | voor harmonieorkest         |
| Gioacchino Rossini        | The Barber of Seville, ouverture                                                                      | voor harmonieorkest         |
| Vincent Frank Safranek    | Atlantis - The Lost Continent, suite                                                                  | voor orkest                 |
| Camille Saint-Saëns       | Suite algérienne, op. 60 Marche militaire française                                                   | voor harmonieorkest         |
| Narciso Serradell         | La Golondrina (The swallow), Mexicaanse wals                                                          | voor orkest                 |
| Charles Sanford Skilton   | Two Indian Dances 1. Deer Dance 2. War Dance                                                          | voor harmonieorkest         |
| John Philip Sousa         | The U.S. Field Artillery March                                                                        | voor orkest                 |
| Arthur Sullivan           | Iolanthe Entrance and March of the Peers                                                              | voor harmonieorkest         |
| Carl Teike                | Alte Kameraden (Old Comrades), mars                                                                   | voor harmonieorkest         |
| Francesco Paolo Tosti     | Tosti's Goodbye                                                                                       | voor trombonekwartet        |
| Pjotr Iljitsj Tsjaikovski | Selections from "The Nutcracker Suite 1. Overture 2. March 3. Dance of the Sugar Plum Fairy 4. Trepak | voor harmonieorkest         |
| Pjotr Iljitsj Tsjaikovski | 1812 Overture: Ouverture Solennelle, op. 49                                                           | voor harmonieorkest         |
| Pjotr Iljitsj Tsjaikovski | Sleeping Beauty, wals                                                                                 | voor harmonieorkest         |
| Pjotr Iljitsj Tsjaikovski | Valse des fleurs uit de Notenkraker suite, op. 71a                                                    | voor harmonieorkest         |
| Giuseppe Verdi            | La forza del destino (The force of destiny), Ouverture                                                | voor harmonieorkest         |
| Mabel Wayne, Billy Rose   | It happened in Monterey                                                                               | voor harmonieorkest         |
| Carl Maria von Weber      | Concertino, voor klarinet, op. 26                                                                     | voor harmonieorkest         |
| Carl Maria von Weber      | Oberon, ouverture                                                                                     | voor harmonieorkest         |
| Clarence Cameron White    | From the Cotton Fields                                                                                | voor harmonieorkest         |

Lake was eveneens een zeer productief componist en schreef een groot aantal werken voor orkest, maar vooral voor harmonieorkest. Ook voor de toenmalige voorliefde voor ragtime schreef hij twee werken The Rag Baby (1916) en Toreador Humoresque: A Ragtime Travesty on "Carmen" (1918). In 1924 werd hij lid van de American Society of Composers, Authors and Publishers (ASCAP). 

## Composities

### Werken voor orkest
- 1913 Song of the Volga boatmen : Russian song, voor kamerorkest
- 1913 Songs from the Old Folks, voor orkest
- 1914 Agitato: for depicting sudden or impending danger, (muziek voor de stomme film) voor orkest
- 1914 Allegro : for depicting pursuit, races, etc., train effects or horses' hoofs, (muziek voor de stomme film) voor orkest
- 1914 Allegro vivace : for depicting hunting scenes, etc., (muziek voor de stomme film) voor orkest
- 1914 Furioso : for depicting storm scenes, general confusion, tumult etc., (muziek voor de stomme film) voor orkest
- 1914 Hurry: fire scenes, (muziek voor de stomme film) voor orkest
- 1914 La belle parisienne (Maxixe), wals
- 1914 Le siffleur coquet (The flirting whistler), voor orkest
- 1914 Mysterioso : for depicting stealth, murder, gruesome scenes, etc., (muziek voor de stomme film) voor orkest
- 1914 Songs of the World - National and Patriotic Airs of All Countries: Folk Songs, College Songs and Hymns
- 1915 Flirting Whistler One-Step, for Dancing
- 1915 Presto : for depicting sword-fights, duels etc., (muziek voor de stomme film) voor orkest
- 1915 The Tempest, beschrijvende fantasie voor orkest
- 1916 Allegro moderato : for depicting joyful scenes, dances, etc., (muziek voor de stomme film) voor orkest
- 1916 Among the Roses : A Summer Idyl, voor piano en kamerorkest
- 1916 Hawaiian Selection, voor orkest, piano en orgel
  1. My Honolulu tom boy
  2. Lei aloha
  3. My tropical hula girl
  4. The old plantation
  5. On the beach at Waikiki
  6. Like no a like
  7. One, two, three, four
  8. Aloha oe
  9. Hula o makee
  10. Pua mohala
  11. Kaua i ka huahuai
  12. Lia i ke aloha
  13. My Honolulu girl
  14. Hawaii ponoi (national hymn) My Hawaiian maid
- 1916 In a bird store
- 1916 Maestoso : for heroic scenes, processionals, functions of state, etc., (muziek voor de stomme film) voor orkest
- 1916 Scalp Dance : from Cherokee and Apache Melodies

- 1916 The Evolution of Dixie: as played by the Boston Symphony Orchestra, ouverture voor orkest, piano en orgel
  1. The creation
  2. Dance aboriginal
  3. The minuet
  4. Dixie
  5. A waltz
  6. Ragtime
  7. Grand opera
- 1917 A Halloween Episode : descriptive ; mysterioso, (muziek voor de stomme film) voor orkest
- 1917 Fourteen Fathoms Deep : An Undersea Tragedy, voor orkest
- 1917 Indian Summer, suite voor piano en orkest
  1. At dawn
  2. Dance of the pumpkins
  3. Love song
- 1917 Old Timers Waltz, wals-selectie
- 1918 A Love Suite, voor orkest
- 1919 Easter Fantasia, voor orkest
- 1919 Overture Americana, voor orkest
- 1919 The Evolution of Yankee Doodle
  1. A storm at sea
  2. The landing of the pilgrims
  3. Dance of the Pequot Indians
  4. The minuet
  5. On the levee
  6. Waltz period
  7. Syncopated period
  8. The spirit of 1917
- 1924 1620 Overture, voor orkest
- 1924 Around the World : Symphonic Jazz Overture
- 1924 Maytime Overture : Symphonic Jazz Arrangement on Vincent Rose's "Maytime"
- 1925 America
- 1925 Opera bouffe, ouverture
- 1925 Rubeville - A Rustic Suite, voor orkest
  1. Twilight on the farm
  2. Dance at the huskin' bee
  3. Reminiscences
- 1930 The World War Medley - Over There, een selectie van Amerikaanse oorlogsliederen
- 1935 Merry Christmas beschrijvende presentatie ouverture

### Werken voor harmonieorkest
- 1911 A Night on the Prado - Reminiscences of Havana
- 1911 Zamparite, karakteristieke mars
- 1912 The Joker
- 1913 The Booster (An American Absurdity Rag)
- 1914 Drink to me only with thine eyes, voor kornet (of bariton) en harmonieorkest
- 1914 Easter Chimes - Descriptive Easter Morning Piece
  1. Lead Kindly Light
  2. On the Way to Church
  3. Jesus, Lover of My Soul
  4. The Palms
  5. Rock of Ages
  6. Returning from Church
- 1914 La bella Cubanera, tango
- 1914 La belle parisienne (Maxixe), wals
- 1915 Booster fox trot : An American absurdity
- 1915 Hey There!
- 1915 Lakesonian March
- 1915 Light Cavalry - Poet and Peasant, mars
- 1915 Made in America, foxtrot
- 1915 The Grand Slam : Witmark Popular Medley, Overture No. 31
- 1916 Good Old Pals
- 1916 Hail, Hail the Gang's All Here, mars
- 1916 March Crimson
- 1916 Slidus Trombonus - A Trombone Comedy
- 1916 The Evolution of Dixie
- 1916 The Rag Baby
- 1917 American Trumpeter March
- 1917 Blue March
- 1917 Buck Dance in Stop Time, voor xylofoon solo en harmonieorkest
- 1917 Carry On, mars
- 1917 Easter fantasia, beschrijvende fantasie 
  1. Calvary, and the sun was darkened
  2. the dawn of Easter
  3. Christ is risen
- 1917 Hot Foot, One-Step
- 1917 Indian Summer, suite voor piano en harmonieorkest
- 1917 Hungariana March
- 1917 Old Timers' Waltz Medley
- 1917 One, two, three, four waltz
- 1917 Some Jazz Blues
- 1918 All Together: "We're out to beat the Hun"
- 1918 General Pershing's carry on, mars
- 1918 The Fighting Allies : A Grand Selection on Airs of Our Allies
- 1918 Toreador Humoresque: A Ragtime Travesty on "Carmen"
- 1918 Valse Pathetique
- 1918 Wiliwili Wai - popular Hawaiian melody
- 1919 Ace high : Witmark Popular Medley Overture
- 1919 Africana - A New Booster, karakteristieke dans
- 1919 The Evolution of Yankee Doodle
- 1920 Old Chestnuts Waltz Medley
  1. The sunshine of Paradise Alley
  2. Sweet Adeline
  3. My pearl is a Bowery girl
  4. Down on the farm
  5. Molly O!
  6. When you were sweet sixteen
  7. My sweetheart's the man in the moon

- 1920 The Walkover, mars
- 1921 American Bugler, mars
- 1921 Americana, ouverture
- 1921 Forevermore, mars
- 1921 Petite Gavotte
- 1921 The Blue Law Blues - The Noble Commander March
- 1921 The buccaneer, voor kopersextet en harmonieorkest
- 1921 The Three Guardsmen, ouverture
- 1922 Beneath the Holly
- 1922 The Spotlight, ouverture
- 1924 Andante mysterioso
- 1924 Orange and Black March
- 1928 Carry On
- 1928 The Black Rose
- 1928 The Talisman, ouverture
- 1928 There'll be a hot time in the old town tonight : campaign medley march
- 1929 Parade of the Gendarmes, marche française
- 1929 The Pilgrim : Grand March
- 1932 Cleveland March
- 1932 The Chief
- 1932 The Ernest Williams Band School March
- 1933 Over There Medley
- 1934 American Symphonic Bandbook, originele compositie en bewerkingen 
  1. Il Guarany : overture van Antonio Carlos Gomez
  2. Elegie : voor houtblazers en saxofoons van Jules Massenet
  3. Valse caprice voor koperensemble
  4. The Hymn to the Sun uit de opera "Le coq d'or (De gouden Haan)" van Nikolaj Rimski-Korsakov
  5. Berceuse uit "Jocelyn" voor saxofoon, kornet, trombone (bariton) solo en harmonieorkest van Benjamin Godard
  6. Fackeltanz van Giacomo Meyerbeer
  7. Ave Maria voor koperensemble van Franz Schubert
  8. Selection from Wagnerian operas
  9. Hungarian dance no. 5 van Johannes Brahms
  10. Democracy - Grand March
- 1934 Yankee Rhythm
  1. Turkey in the Straw
  2. Largo
  3. Reuben, Reuben
  4. Little Brown Jug
  5. Chicken Reel
  6. Oh! Dem Golden Slippers
  7. She'll Be Coming
  8. Round the Mountain
  9. The Man on the Flying Trapez
- 1935 Belle of the Campus
- 1935 Dear Old South
  1. Swing low, sweet chariot
  2. Carry me back to old Virginny
  3. In the evening by the moonlight

- 1935 Hayfoot-Strawfoot
- 1935 Nutty Noodles, mars
- 1935 Opera in the Barnyard
- 1935 Our team (cheering march)
- 1935 Supremacy Band Book
- 1936 American Bandbook No. 1
- 1936 American Bandbook No. 2
- 1936 Buck and Wing Tap Dance
- 1936 Greeting, mars
- 1936 Marchette Band Book, 16 marsen voor harmonieorkest
- 1936 The Roosters lay Eggs in Kansas - Sousa's favorite Encore
- 1936 Yea Drummer
- 1937 American Symphonic Bandbook, Series B
- 1938 American Crusader, ouverture
- 1938 Sixteen Chorales, 16 koralen van Johann Sebastian Bach
- 1939 Blue Ribbon Band Folio
  1. Palisade, mars
  2. East and West, mars
  3. Senior Prom, wals
  4. Metropolitan, mars
  5. Hill-Billy Patrol
  6. Junior Cadets, mars
  7. Roseland, wals
  8. Twentieth Century, mars
  9. Whoopee on the Farm, dans
  10. Bugles on Parade, mars
  11. Rendezvous
  12. Serenade
  13. Aces of the Air, mars
  14. Seminole (In the Everglades)
  15. The Ordan Enterprise, ouverture
  16. Anniversary, ouverture
- 1940 Luzerne, ouverture
- 1940 Naida (Nyeeda), fantasie voor kornet (of trompet) en harmonieorkest
- 1940 Victorious, ouverture
- 1941 All out for America! - Marching Song of the U.S.A., voor samenzang en harmonieorkest - tekst: John Adams
  1. For freedom, Yankees fought and died
  2. All out for America
- 1942 Drums along the front, voor kleine trom solo en harmonieorkest
- 1942 Rhodora, ouverture
- 1945 Glory to God
- 1946 In the land of Shangri-la
- 1950 Soldiers in the Rain
- 1950 The Official CYO (Catholic Youth Organization) Band Book
- 1954 American Spirit, mars
- American Trumpeter, mars
- Elks' March
- The Clown Dance, foxtrot
- The Joker, mars

### Vocale muziek

#### Werken voor koor
- 1929 Night is kind, voor driestemmig gemengd koor (SAB) en piano

#### Liederen
- 1917 My Soldier Boy uit de musical "America First", voor zangstem en piano
- 1918 All together: "We're out to beat the Hun", lied voor zangstem en piano - tekst: E. Paul Hamilton
- 1918 Palisade Home Guard march, voor zangstem en piano - tekst: D. Arthur Carson
- 1920 Illinois State March : Introducing Illinois, voor zangstem en piano - tekst: C.H. Chamberlain
- 1930 Parade of Jack and Jill, karakteristieke mars en foxtrot
- 1941 All Out for America! - Marching Song of the U.S.A., voor zangstem en piano - tekst: John Adams
- 1948 We want Eisenhower for President, voor zangstem en piano - tekst: van de componist

### Kamermuziek
- 1916 Among the Roses : A Summer Idyl, voor hoorn (of altsaxofoon) en piano
- 1935 Miniature Concert Repertoire, voor piccolo (in des) en piano
- 1935 On the Bandwagon, voor hoorn en piano
- 1935 Song at twilight, voor hoorn en piano
- 1935 Squads right, mars voor piccolo en piano
- 1935 Valse lente, voor hoorn en piano
- 1939 Ten-Star Solo Collection of favorite Melodies, voor klarinet (of basklarinet, of saxofoon) en piano
- 1940 Naida (Nyeeda), fantasie voor kornet (of trompet) en piano
- 1942 Drums along the front, voor kleine trom en piano

### Werken voor piano
- 1914 Dreams of happiness (Rêves de bonheur), wals

### Pedagogische werken
- 1905 The Eclipse Self Instructor for Flute
- 1919 The wizard trombone jazzer; a short concise treatise on practical glissandos (or "smears") showing how and when they should be employed
- 1921 Universal method for Es altklarinet, bes basklarinet & sarrusophone
- 1930 Lake's Elementary Band Method

## Publicaties
- The American Band Arranger: A Complete and Reliable Self-Instructor for Mastering the Essential Principles of Practical and Artistic Arranging for Military Band, New York: Carl Fischer, 1920. 44 p.
- Great Guys: Laughs and Gripes of Fifty Years of Show-Music Business, Grosse Pointe Woods, Mich.: Bovaco Press